# Šibenik
Šibenik (Italiaans: Sebenico; Latijn: Sebenicum; Duits: Sibenning; Hongaars: Szebenikó) is een stad aan de Adriatische kust van Kroatië, ongeveer 300 kilometer ten zuiden van Zagreb. De stad is de hoofdstad van de provincie Šibenik-Knin.
In tegenstelling tot andere steden aan de kust die zijn gesticht door Illyriërs, Grieken en Romeinen, is Šibenik een van de oudste steden gesticht door de lokale Kroaten.
Vanuit de Baai van Šibenik, die 10 kilometer lang en 300 tot 1200 meter breed is, komt men op de open zee en in het eilandengebied via een smal en kronkelig kanaal.
In de stad staat de Sint-Jacobuskathedraal, die deel uitmaakt van de werelderfgoedlijst van de UNESCO. Op de werelderfgoedlijst staat ook het fort van St. Nicholas, als een van de Venetiaanse verdedigingswerken van de 15e tot 17e eeuw.

## Geschiedenis
Šibenik werd voor het eerst vermeld in 1066 op een kaart van koning Petar Krešimir IV. Šibenik verkreeg stadsrechten en een eigen diocees in 1298.
Al sinds de stichting van de stad heeft het een belangrijke militaire en strategische functie gehad.

## Geboren
- Dražan Jerković (1936-2008), voetballer
- Vice Vukov (1936-2008), zanger en politicus
- Petar Nadoveza (1942-2023), voetballer en voetbalcoach
- Dražen Petrović (1964-1993), basketballer
- Goran Višnjić (1972), acteur
- Maksim Mrvica (1975), pianist
- Barbara Visser (1977), Nederlands politica
- Ivan Ergić (1981), voetballer
- Igor Cukrov (1984), zanger
- Gordon Schildenfeld (1985), voetballer
- Stipe Bačelić-Grgić (1988), voetballer
- Mate Maleš (1989), voetballer
- Arijan Ademi (1991), voetballer
- Dario Šarić (1994), basketballer
- Duje Ćaleta-Car (1996), voetballer